# Веслање на Летњим олимпијским играма 1936 — двојац без кормилара за мушкарце
Веслачко такмичење у дисциплини двојац без кормилара на Летњим олимпијским играма 1936. у Берлину одржано је 11., 12. и 13. августа на регатној стази у  Гринау.
Учествовало је 13 репрезентацја са 26 учесника.

## Земље учеснице
1. Аргентина (2)
2. Аустрија (2)
3. Белгија (2)
4. Бразил (2)
5. Данска (2)
6. Немачка (2)
7. Мађарска (2)
8. Холандија (2)
9. Пољска (2)
10. САД (2)
11. Швајцарска (2)
12. Уједињено Краљевство (2)
13. Уругвај (2)

## Систем такмичења
Посаде чамаца су подељене у три групе. Победници група ишли су директnо у финале. Остале посаде су у полуфиналу поново подељене у три групе, а победници полуфиналних група пласирале су се у финале. У финалу је учествовало укупно 6 посада.

## Освајачи медаља
|                                 |                                    |                                             |
| Вили Ајхорн Хуго Штраус Немачка | Хари Ларсен · Петер Олсен · Данска | Орасио Подеста · Хулио Куратеља · Аргентина |

## Резултати

### Квалификације
Квалификације су одржане 1. августа.
| Плас. | Посада                               | Земља      | Резултат  |
| ----- | ------------------------------------ | ---------- | --------- |
| 1.    | Ришард Боржуковски Едвард Кобилињски | Пољска     | 7:29,9 КВ |
| 2.    | Вилхем Клопфер Карл Милер            | Швајцарска | 7:33,7    |
| 3.    | Франс Тисен Edmond Van Herck         | Белгија    | 7:38,1    |
| 4.    | Алфинсо де Кастро Едуардо Леман      | Бразил     | 7:40,2    |
| 5.    | Јан Крамер Вилем Јенс                | Холандија  | 7:48,0    |

| Плас. | Посада                             | Земља    | Резултат  |
| ----- | ---------------------------------- | -------- | --------- |
| 1.    | Карољ Ђери Тибор Мамушич           | Мађарска | 7:19,0 КВ |
| 2.    | Хари Ларсен Петер Олсен            | Данска   | 7:19,1    |
| 3.    | Балдомиро Бенгвет Габријел Бенгвет | Уругвај  | 7:42,1    |
| 4.    | Хари Шарки Џорџ Дам                | САД      | 7:50,0    |

| Плас. | Посада                        | Земља                | Резултат  |
| ----- | ----------------------------- | -------------------- | --------- |
| 1.    | Вили Ајхорн Хуго Штраус       | Немачка              | 7:12,6 КВ |
| 2.    | Орасио Подеста Хулио Куратеља | Аргентина            | 7:20.6    |
| 3.    | Томас Кри Дејвид Бернфорд     | Уједињено Краљевство | 7:32,5    |
| 4.    | Хајнц Гатрингер Макс Коли     | Аустрија             | 7:38,7    |

### Полуфинале
Пофиналне трке одржане су 12. августаа.
| Плас. | Посада                          | Земља                | Резултат  |
| ----- | ------------------------------- | -------------------- | --------- |
| 1.    | Орасио Подеста Хулио Куратеља   | Аргентина            | 9:11,4 КВ |
| 2.    | Томас Кри Дејвид Бернфорд       | Уједињено Краљевство | 9:14,4    |
| -     | Хари Шарки Џорџ Дам             | САД                  | НЗ        |
| -     | Алфинсо де Кастро Едуардо Леман | Бразил               | НЗ        |

| Плас. | Посада                             | Земља      | Резултат  |
| ----- | ---------------------------------- | ---------- | --------- |
| 1.    | Вилхем Клопфер Карл Милер          | Швајцарска | 8:57,4 КВ |
| 2.    | Балдомиро Бенгвет Габријел Бенгвет | Уругвај    | 9:00,8    |
| 3.    | Хајнц Гатрингер Макс Коли          | Аустрија   | 9:42,8    |

| Плас. | Посада                       | Земља     | Резултат  |
| ----- | ---------------------------- | --------- | --------- |
| 1.    | Хари Ларсен Петер Олсен      | Данска    | 8:53,4 КВ |
| 2.    | Јан Крамер Вилем Јенс        | Холандија | 9:25,4    |
| 3.    | Франс Тисен Edmond Van Herck | Белгија   | 9:33,1    |

### Финале
Финална трка са 6 посада двојца без кормилара одржана је 13. августаа.
| Плас. | Посада                               | Земља      | Резултат |
| ----- | ------------------------------------ | ---------- | -------- |
|       | Вили Ајхорн Хуго Штраус              | Немачка    | 8:16,1   |
|       | Хари Ларсен Петер Олсен              | Данска     | 8:19,2   |
|       | Орасио Подеста Хулио Куратеља        | Аргентина  | 8:23,0   |
| 4.    | Карољ Ђери Тибор Мамушич             | Мађарска   | 8:25,7   |
| 5.    | Вилхем Клопфер Карл Милер            | Швајцарска | 8:33,0   |
| 6.    | Ришард Боржуковски Едвард Кобилињски | Пољска     | 8:41,9   |